# 205ª Divisione costiera
La 205ª Divisione Costiera fu una divisione di fanteria del Regio Esercito Italiano attiva durante la seconda guerra mondiale che venne formata nel 1941 e schierata in Sardegna, dove si arrese agli alleati nel 1943 e si unì all'esercito cobelligerante italiano.

## Storia
Prima del 1939 la divisione era organizzata come una divisione della milizia, fu riorganizzata nel dicembre del 1941, prendendo il nome di 205a Divisione Costiera ed inquadrata nel XIII Corpo d’Armata. Le divisioni costiere del Regio Esercito erano divisioni di seconda linea formate con riservisti ed equipaggiate con materiale di seconda scelta. Reclutate localmente, erano spesso comandate da ufficiali richiamati dalla pensione.
La divisione aveva base a Carbonia ed era responsabile della difesa costiera lungo la costa occidentale della Sardegna, la sua area di responsabilità comprendeva il Golfo di Oristano e le isole di Sant'Antioco e San Pietro. Durante il 1943 servì come parte della guarnigione della Sardegna e dopo l'armistizio di Cassibile, l'8 settembre 1943 la divisione, insieme a tutte le altre divisioni in Sardegna, rifiutò le richieste tedesche di resa e si unì all'esercito cobelligerante italiano. Nel novembre 1944 fu trasferita a Napoli e assegnata alle forze aeree americane dell'US Army Air Force per fornire servizi ausiliari presso gli aeroporti americani nell'Italia continentale. Nell'agosto 1945 la divisione fu ridotta di dimensioni e nel 1946 fu sciolta.

## Ordine di battaglia
- 127º Rgt. fanteria costiera
  - 402º Btg. fanteria costiera
  - 407º Btg. fanteria costiera
  - 116a Cp. mitraglieri

- 128º Rgt. fanteria costiera
  - 92º Btg. costiero
  - 408º Btg. costiero

- 129º Rgt. fanteria costiera
  - 404º Btg. costiero
  - 405º Btg. fanteria costiera
  - 6a Cp. genio

- 91º Btg. costiero
- 395º Btg. costiero
- 396º Btg. costiero
- 409º Btg. costiero
- 422º Btg. costiero
- 436º Btg. costiero
- 473º Btg. costiero[1]

## Comandanti
- Generale di Divisione Giovanni Manildo (dicembre 1941 - 1944)[1]